# Élections législatives de 1871 dans le Finistère
Les élections législatives de 1871 ont eu lieu le 8 février. 
Des élections complémentaires se tiennent le 2 juillet 1871.
Elles sont organisées pour pourvoir les postes vacants du fait des candidatures multiples, des démissions ou des décès qui se sont produits entretemps.

## Contexte
Elles ont élu l'Assemblée nationale, chambre unique du parlement français en application de la convention d'armistice signée entre la France et l'Empire allemand le 28 janvier.

## Mode de scrutin
Ces élections se sont déroulées au scrutin de liste majoritaire départemental à un tour, en reprenant l'essentiel des dispositions de la loi électorale du 15 mars 1849 : la liste arrivée en tête remporte l'intégralité des sièges à pourvoir dans le département. Les candidatures multiples sont autorisées : un même candidat peut se présenter dans plusieurs départements différents.

## Résultat national

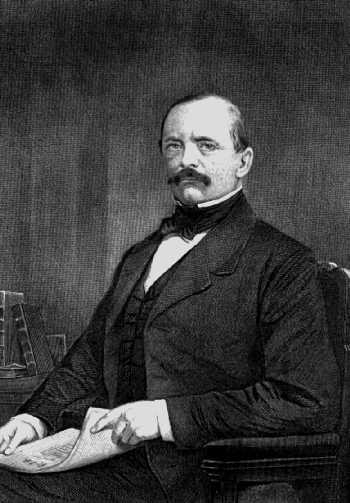
Otto von Bismarck, chancelier de l'Empire allemand qui vient de défaire l'armée française, est à l'origine de l'organisation de ces élections.

Ce scrutin donne une majorité monarchiste à l'assemblée avec les orléanistes, qui détiennent 214 sièges, et les légitimistes, qui détiennent 182 sièges. L'alliance entre ces deux partis donne une majorité royaliste de 396 députés sur 638, qui débouche sur un projet de restauration de la monarchie avec le « comte de Chambord » sur le trône.

## Résultat départemental

### Par candidats
En raison des candidatures multiples (*), ces sièges seront renouvelés le 2 juillet. 
Mr de Kersauzon est mort en avril 1871 et son siège est donc aussi renouvelé en juillet.
|                                                 | Adolphe Thiers * (Libéral)                                      | 63 714   | 83.74   | *     |  |  |  |  |
|                                                 | Adolphe Le Flô (Orléaniste)                                     | 62 145   | 81.67   | Oui   |  |  |  |  |
|                                                 | Paulin-Aldéric Bienvenue (Centre-droit)                         | 60 370   | 79.34   | Oui   |  |  |  |  |
|                                                 | Henri Ponthier de Chamaillard (Légitimiste)                     | 58 307   | 76.63   | Oui   |  |  |  |  |
|                                                 | Augustin Julien Guillet-Dumarnay (Centre-droit)                 | 58 023   | 76.26   | Oui   |  |  |  |  |
|                                                 | Armand Casimir Victor de Kersauzon de Pennendreff (Légitimiste) | 57 641   | 75.76   | Oui * |  |  |  |  |
|                                                 | Émile de Kermenguy (Légitimiste)                                | 57 124   | 75.08   | Oui   |  |  |  |  |
|                                                 | Fernand de Tréveneuc * (Légitimiste)                            | 55 915   | 73.49   | *     |  |  |  |  |
|                                                 | Louis-Jules Trochu * (Orléaniste)                               | 55 422   | 72.84   | *     |  |  |  |  |
|                                                 | François Marie Monjaret de Kerjégu (Légitimiste)                | 55 342   | 72.73   | Oui   |  |  |  |  |
|                                                 | Auguste du Marhallac'h (Légitimiste)                            | 55 134   | 72.46   | Oui   |  |  |  |  |
|                                                 | Émile de Forsanz (Légitimiste)                                  | 51 352   | 67.49   | Oui   |  |  |  |  |
|                                                 | Henri de Legge (Légitimiste)                                    | 46 011   | 60.47   | Oui   |  |  |  |  |
|                                                 |                                                                 |          |         |       |  |  |  |  |
|                                                 | Armand Rousseau (Rép. modéré) GR                                | 41 354   | 54.35   |       |  |  |  |  |
|                                                 | Charles Louis Baptiste Lebreton (Rép. modéré) GR                | 38 774   | 50.96   |       |  |  |  |  |
|                                                 | Jules Favre * (Rép. modéré) GR                                  | 38 023   | 49.97   |       |  |  |  |  |
|                                                 | Théophile de Pompéry (Rép. modéré) GR                           | 30 816   | 40.50   |       |  |  |  |  |
|                                                 | Bienaimé                                                        | 30 630   | 40.26   |       |  |  |  |  |
|                                                 | Thomas Fenigan                                                  | 30 624   | 40.25   |       |  |  |  |  |
|                                                 | Gustave Swiney (Rép. modéré) GR                                 | 29 662   | 38.98   |       |  |  |  |  |
|                                                 | Louis Hémon (Rép. modéré) GR                                    | 29 441   | 38.69   |       |  |  |  |  |
|                                                 | Jean-François Audran                                            | 28 822   | 37.88   |       |  |  |  |  |
|                                                 | Alexandre Verchin (Rép. modéré)                                 | 28 998   | 38.11   |       |  |  |  |  |
|                                                 | Léon Gambetta * (Rép. modéré) Union républicaine                | 28 516   | 37.48   |       |  |  |  |  |
|                                                 | Flayelle                                                        | 28 503   | 37.46   |       |  |  |  |  |
|                                                 | Émile de Pompéry (Rép. modéré)                                  | 27 657   | 36.35   |       |  |  |  |  |
|                                                 |                                                                 |          |         |       |  |  |  |  |
| Inscrits                                        | Inscrits                                                        | Inscrits | 162 667 | 100   |  |  |  |  |
| Votants                                         | Votants                                                         | Votants  | 76 088  | 46.78 |  |  |  |  |
| Exprimés                                        | Exprimés                                                        | Exprimés | ?       |       |  |  |  |  |
| Sources : Archives départementales du Finistère |                                                                 |          |         |       |  |  |  |  |

## Élections complémentaires du 2 juillet
|                                                 | Augustin Morvan * (Rép. Lib) GR                  | 59 609   | 63.47   | Oui   |  |  |  |  |
|                                                 | Armand Rousseau (Rép. modéré) GR                 | 58 837   | 62.35   | Oui   |  |  |  |  |
|                                                 | Charles Louis Baptiste Lebreton (Rép. modéré) GR | 58 331   | 62.11   | Oui   |  |  |  |  |
|                                                 | Théophile de Pompéry (Rép. modéré) GR            | 57 571   | 61.30   | Oui   |  |  |  |  |
|                                                 |                                                  |          |         |       |  |  |  |  |
|                                                 | Louis de Carné (Légitimiste)                     | 33 756   | 35.94   |       |  |  |  |  |
|                                                 | Le Guen (Légitimiste)                            | 33 528   | 35.70   |       |  |  |  |  |
|                                                 | Cloarec (père) (Légitimiste)                     | 32 189   | 34.27   |       |  |  |  |  |
|                                                 | Paul de Saisy de Kerampuil (Légitimiste)         | 31 268   | 33.29   |       |  |  |  |  |
|                                                 |                                                  |          |         |       |  |  |  |  |
|                                                 |                                                  |          |         |       |  |  |  |  |
| Inscrits                                        | Inscrits                                         | Inscrits | 169 980 | 100   |  |  |  |  |
| Votants                                         | Votants                                          | Votants  | 93 916  | 55.25 |  |  |  |  |
| Exprimés                                        | Exprimés                                         | Exprimés | ?       |       |  |  |  |  |
| Sources : Archives départementales du Finistère |                                                  |          |         |       |  |  |  |  |